# MMM...Cookies - Sweet Hamster Like Jewels from America!
MMM...Cookies - Sweet Hamster Like Jewels from America! è il decimo EP del gruppo musicale statunitense Linkin Park, pubblicato il 4 dicembre 2008 dalla Machine Shop Recordings.

## Descrizione
Ottavo EP pubblicato dal fan club ufficiale del gruppo, LP Underground, MMM...Cookies - Sweet Hamster Like Jewels from America! è un disco che si discosta totalmente da quanto pubblicato in precedenza dal gruppo. Riguardo a questo disco, Mike Shinoda ha commentato: 

## Tracce
Testi e musiche di Mike Shinoda e Chester Bennington.
1. You Ain't Gotsta Gotsta – 0:57
2. Bubbles – 2:22
3. No Laundry – 0:56
4. Da Bloos – 1:16
5. PB N' Jellyfish – 1:54
6. 26 Lettaz in da Alphabet – 3:34

## Formazione
Hanno partecipato alle registrazioni, secondo le note di copertina:
- Chester Bennington – voce
- Mike Shinoda – voce, registrazione, missaggio
- Brian "Big Bass" Gardner – mastering